# Distoleon infectus
Distoleon infectus är en insektsart som först beskrevs av Luisa Eugenia Navas 1916.  Distoleon infectus ingår i släktet Distoleon och familjen myrlejonsländor. Inga underarter finns listade i Catalogue of Life.